# کوزاک مامای

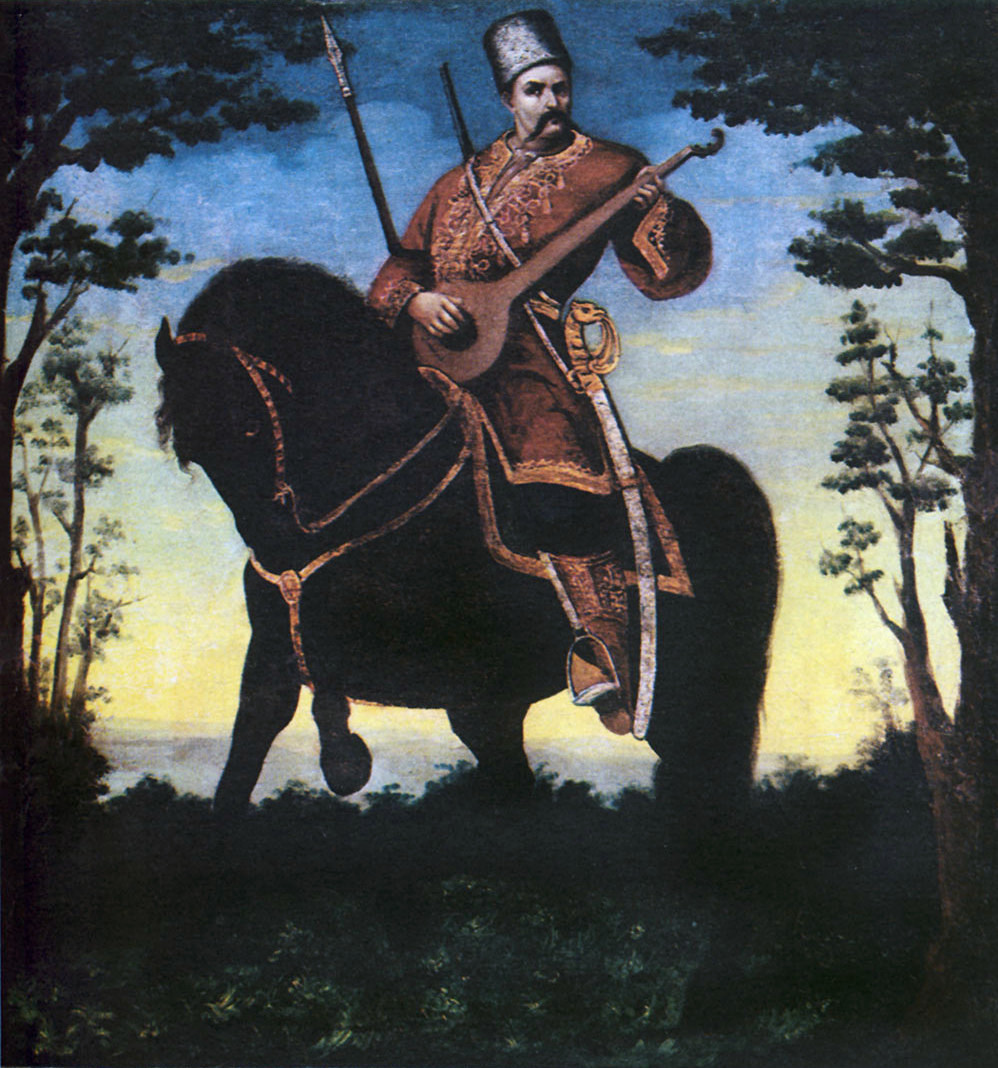
کوزاک مامای در حال نواختن کوبزا هنگام سوارکاری

کوزاک مامای (اوکراینی: Козак Мамай) یک قهرمان مردمی ملت اوکراین می‌باشد و یکی از شخصیت‌های مقبول در ورتپ، نمایش عروسکی دوره‌گردی سنتی اوکراینی است.